# George Maitland Lloyd Davies
Pour les articles homonymes, voir George Davies.
George Maitland Lloyd Davies est un pasteur protestant et militant pacifiste gallois né le 30 avril 1880 à Liverpool et mort le 16 décembre 1949 à Denbigh.

## Biographie

### Origines
George Maitland Temple Davies (il change de nom ultérieurement) naît le 30 avril 1880 dans le quartier liverpuldien de Sefton Park (en). Ses deux parents sont d'origine galloise : les ancêtres de son père, le marchand de thé John Davies, viennent du Cardiganshire et de la péninsule de Llŷn, tandis que sa mère Gwen, née Jones, est la fille d'un célèbre prédicateur méthodiste calviniste de Talysarn (en), John Jones (en). Le poète John Glyn Davies (en) est son frère.
Le jeune George est éduqué à Liverpool et trouve un emploi de secrétaire à la Bank of Liverpool (en). Il est promu à la tête de l'agence de Wrexham en 1908 et s'enrôle dans les Royal Welch Fusiliers. Victime d'une crise de nerfs, il démissionne en 1913 et renonce à ses ambitions militaires, se sentant incapable de prendre la vie d'un autre être humain. Il devient secrétaire du Welsh Town Planning and Housing Trust et participe à la fondation de la Fellowship of Reconciliation l'année suivante.

### Première Guerre mondiale
Durant la Première Guerre mondiale, Davies refuse la conscription. Considéré comme objecteur de conscience, il est envoyé sur la péninsule de Llŷn comme berger. Il tient des propos pacifistes en public qui lui valent plusieurs séjours en prison entre 1917 et 1919, avec notamment une période d'isolement à la prison de Wormwood Scrubs.

### Carrière politique
Davies est envoyé en Irlande en 1920 et 1921 pour servir d'intermédiaire entre le Premier ministre britannique David Lloyd George et le nationaliste irlandais Éamon de Valera. Bien qu'il ne ménage pas ses efforts, il ne joue pas de véritable rôle dans la fin de la guerre d'indépendance irlandaise.
Lors des élections générales de 1923, Davies est élu député de la circonscription rassemblant les étudiants de l'université du pays de Galles. Il n'adhère à aucun parti, se présentant sous une étiquette de « chrétien pacifiste », mais il suit la ligne travailliste durant son bref passage au Parlement. Il est battu par le libéral Ernest Evans (en) aux élections de 1924.

### Carrière religieuse
Davies est ordonné prêtre de l'Église méthodiste calviniste du pays de Galles en 1926. Durant les quatre années qui suivent, il exerce la charge de pasteur des églises de Tywyn et Maethlon. Il quitte les Galles septentrionales en 1930 pour œuvrer à Brynmawr, Rhosllannerchrugog et Maes-yr-haf, ainsi qu'auprès des chômeurs du Monmouthshire et du Glamorganshire. Il devient en 1937 le premier président de la Société pacifiste nationale du pays de Galles (Welsh National Pacifist Society / Heddychwyr Cymru), avec Gwynfor Evans comme secrétaire.

### Vie privée
Davies se marie le 5 février 1916 dans le quartier londonien de Finchley avec Leslie Eleanor Royde-Smith, la sœur de la romancière Naomi Royde-Smith. Ils ont une fille, Jane Hedd,.
Davies souffre de dépression tout au long de sa vie. En 1949, il se fait admettre comme patient au North Wales Hospital (en), un hôpital psychiatrique à Denbigh. Il se suicide durant son séjour dans cette institution, le 16 décembre 1949. Il est enterré à Dolwyddelan.